# Средневаллийский язык
Средневалли́йский язы́к (валл. Cymraeg Canol) — период в истории валлийского языка с XII до конца XIV века. В отличие от древневаллийского языка, памятников средневаллийского сохранилось достаточно много; кроме того, многие древние памятники (такие как «Гододин» или поэзия Анейрина), созданные в древневаллийский период, сохранились лишь в средневаллийской передаче.
К средневаллийскому периоду восходят так называемые Четыре древние книги Уэльса: Красная Книга из Хергеста (содержащая цикл повестей, известный как Мабиноги), Чёрная Книга из Кармартена, Книга Талиесина и Книга Анейрина, а также тексты средневековых законов Хивела Доброго (в частности, Чёрная Книга из Чирка) и множество оригинальных литературных произведений и переводов, в том числе с латинского и французского языков.